# Сафарова, Аделя Джумшудовна
Аделя Джумшудовна Сафарова (род. 18 декабря 1939 года, Баку, АзССР, СССР) — советский и российский искусствовед, член-корреспондент Российской академии художеств (2009).

## Биография
Родилась 18 декабря 1939 года в Баку.
В 1962 году — окончила филологический факультет Азербайджанского государственного университета, кандидат искусствоведения.
В 2009 году — избрана членом-корреспондентом Российской академии художеств от Отделения искусствознания и художественной критики.
Автор книги «Театр и современность» (Баку, 1968 г.), автор ряда статей о творчестве современных художников.
Главный редактор журнала «Диалог искусств» Московского музея современного искусства, главный редактор журнала «Декоративное искусство», читала курс по истории искусств в Азербайджанской государственной консерватории.

## Награды
- Премия Правительства Российской Федерации в области культуры (2012) — за создание фонда поддержки современного искусства «Артпроект»[1]
- Медаль «Ветеран труда» (1986)
- Медаль «В память 850-летия Москвы» (1997)